# تیموتی کاستانیه
تیموتی کاستانیه (فرانسوی: Timothy Castagne‎؛ زادهٔ ۵ دسامبر ۱۹۹۵) بازیکن فوتبال اهل بلژیک است که برای باشگاه فولام بازی می‌کند.
در ژوئیه ۲۰۱۷، پس از پیوستن آندره‌آ کونتی به میلان، کاستانیه به آتالانتا پیوست.